# Basilan
Basilan (auch Taguima) ist eine Insel im Süden der Philippinen und die nördlichste der drei Hauptinseln des Sulu-Archipels, südlich liegen Jolo und Tawi-Tawi Island. Vier Fünftel von ihr bilden zusammen mit weiteren, kleineren Inseln die gleichnamige Provinz Basilan in der Region Bangsamoro. Der Rest der Insel, das heißt Isabela City ist Teil der Region Zamboanga Peninsula.

## Geographie
Basilan ist eine von 7.107 Inseln, die zusammen den philippinischen Archipel bilden. Regional gesehen gehört Basilan als Teil des Sulu-Archipels zu den etwa 400 philippinischen Inseln zwischen Mindanao und Borneo.
Die Insel ist 66 km lang und 44 km breit und hat eine Gesamtfläche von 1.234,2 km², auf der 259.796 Einwohner leben. Von West nach Ost wird die Insel von einer Gebirgskette durchzogen, aus der sich im Nordwesten und Süden bis zu 1.020 m hohe Gipfel erheben.
Basilan ist Teil einer von zwei Inselketten, die eine partielle Landbrücke nach Borneo bilden und wichtige Einflugsrouten für Zugvögel sind. Die Straße von Basilan trennt die Insel von dem Hauptteil Mindanaos und dem Hafen von Zamboanga City.

## Verwaltungsgliederung
Auf der Insel Basilan befinden sich neun der elf eigenständig verwaltete Gemeinden der Provinz Basilan und zwei Städte.

### Städte
- Isabela City
- Lamitan City

### Verwaltungsgemeinden
- Akbar
- Al-Barka
- Hadji Muhtamad
- Lantawan
- Maluso
- Sumisip
- Tipo-Tipo
- Tuburan
- Ungkaya Pukan

## Geschichte

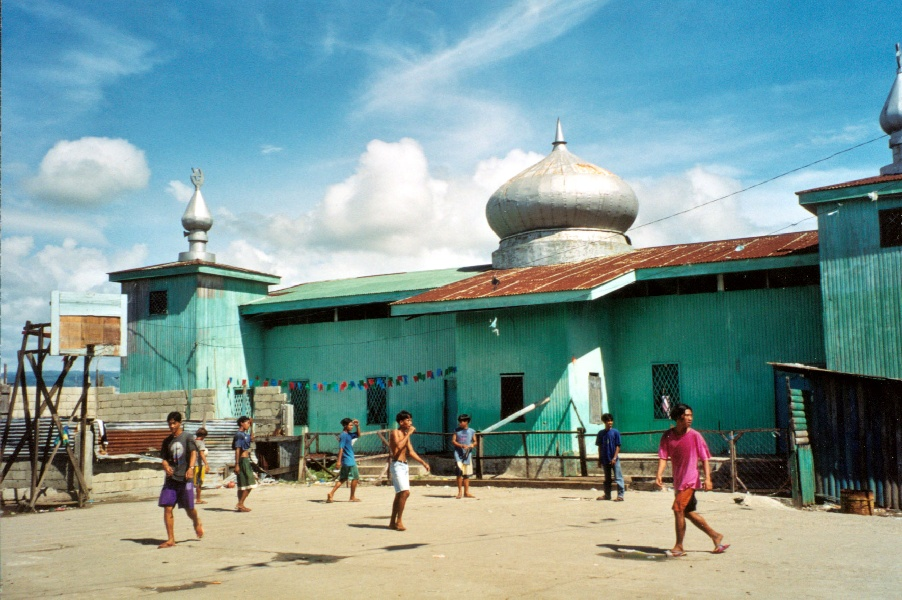
Moschee auf Basilan

Auf Basilan leben vier indigene Bevölkerungsgruppen, die Sama Dilaut (Sama des Meeres, teilweise sind es noch Seenomaden), die Sama Bangingi, die Yakan und die Tausugs.
Die Ureinwohner von Basilan waren die Dampuans, sie werden als die Vorfahren der Yakan betrachtet, welche auch – auf die Spanier zurückgehend – Sameacas genannt werden. Tausugs und die Samal sprechenden Stämme siedelten entlang der Küste und brachten den Islam auf die Insel; die ursprünglich dort beheimaten Yakan wurden in das Innere zurückgedrängt.
Im Jahre 1637 eroberten die Spanier das Gebiet Lamitans, wurden aber 1663 wieder vertrieben. 1747 versuchten die Holländer die Insel einzunehmen und 1844 folgten die Franzosen, beide hatten jedoch keinen Erfolg. Schließlich errichteten die Spanier eine fragile Herrschaft, die sie sich mit Piraten teilen mussten.
1901 wurde Basilan Teil der großen Provinz Zamboanga. In der Folgezeit ließ sich eine steigende Anzahl von Sprechern einer der Chabacano- und Visayan-Sprachen in Isabela nieder, um auf den Kautschukplantagen zu arbeiten. 1973 wurde Basilan zu einer eigenständigen Provinz mit der Hauptstadt Isabela.
Basilan wurde weltweit als wichtiger Stützpunkt der 1991 gegründeten terroristischen Islamistengruppe Abu Sayyaf bekannt, als diese von 2001 auf 2002 eine größere Anzahl von verschleppten Touristen und Einheimischen auf der Insel festhielt. Mehrere Geiseln wurden hingerichtet oder starben bei Befreiungsversuchen der Armee, darunter auch zwei US-amerikanische Bürger. Bereits im Vorjahr hatte die Entführung einer Touristengruppe von Sipadan auf die benachbarte Insel Jolo für Aufsehen gesorgt. Andere Entführungen versucht Doktor Nilo Barandino aufzuklären, der 1992 selbst gefangen gehalten worden war.

## Wirtschaft

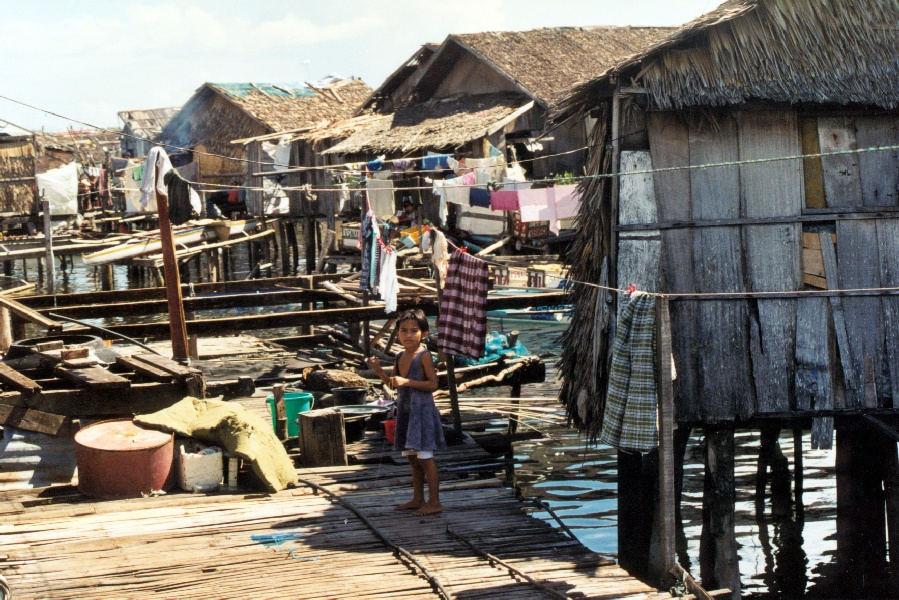
Fischersiedlung auf Basilan

Etwa 70 Prozent der Landfläche wird landwirtschaftlich genutzt. Geerntet werden vorwiegend Kokosnüsse, Kautschuk und Kaffeebohnen, daneben sind Mais, Kakao, Pfeffer und Palmöl agrarwirtschaftlich nennenswerte Produkte dieser Insel.

## Naturschutzgebiete
Im Basilan Natural Biotic Area sind bis zu 12 endemische Vogelarten beheimatet, die nur auf der Insel Basilan vorkommen.